# Добжинь-над-Віслою
До́бжинь-над-Віслою (пол. Dobrzyń nad Wisłą) — місто в центральній Польщі, на річці Вісла.
Належить до Ліпновського повіту Куявсько-Поморського воєводства. Історичний центр Добжинської землі.

## Назва
- До́бжинь-над-Віслою, Добринь-над-Віслою, або Добрин-над-Віслою (пол. Dobrzyń nad Wisłą) — новітня назва.
- Добрин-на-Віслі (нім. Dobrin an der Weichsel) — німецька назва у 1939—1945 роках.
- До́бжинь, Добринь, або Добрин (пол. Dobrzyń, нім. Dobrin) — скорочена, історична назва.

## Історія
- 1222: Конрад Мазовецький передав хрестоносцям Добжинь і прилеглі землі. Створено Добжинський орден для допомоги Мазовії у війні з пруссами.
- 1228: Конрад Мазовецький передав Добжинському ордену Добжинське каштелянство.
- 1235: Конрад Мазовецький повернув собі Добжин.
- 1329: Тевтонський орден захопив Добжин.
- 1339: Святий Престол наказав Тевтонському ордену повернути полякам Добжин.
- 1343: Тевтонський орден повернув Добжин польському королю Казимиру ІІІ за умовами Каліського договору.
- 1379: король Людовик Угорський надав Добжин у лен опольському князю Володиславу.
- 1392: князь Володислав віддав Добжин під заставу Тевтонському ордену.
- 1404: Тевтонський орден повернув Добжин полякам за умовами Рацьонзького миру.
- 1409: Тевтонський орден захопив Добжин.
- 1411: Тевтонський орден повернув Добжин Польщі за умовами Першого Торунського миру.
- 1792: внаслідок розподілу Польщі Добжин приєднано до Прусського королівства.
- 1807: Наполеон віддав Добжин у склад новоутвореного Варшавського герцогства. Місто увійшло до Плоцького департаменту.
- 1815: за рішенням Віденського конгресу Добжин переданий Російській імперії.
- 1918: Добжин увійшов до складу самопроголошеної Польської республіки й став частиною Варшавського воєводства.
- 1939: Добжин захоплено Нацистською Німеччиною і включено до складу німецької провінції Данциг—Західна Пруссія.
- 1944: Добжин захоплено СРСР і передано маріонетковій Польській народній республіці. Місто увійшло до складу Поморського воєводства.
- 1950: Добжин переданий до складу Куявсько-Поморського воєводства.
- 1957: Добжин переданий до складу Бидшоського воєводства.
- 1975: Добжин переданий до складу Влоцлавського воєводства.
- 1998: Добжин переданий до складу Куявсько-Поморського воєводства.

## Демографія
Демографічна структура станом на 31 березня 2011 року:
|          | Загалом | Допрацездатний вік | Працездатний вік | Постпрацездатний вік |
| -------- | ------- | ------------------ | ---------------- | -------------------- |
| Чоловіки | 1161    | 244                | 807              | 110                  |
| Жінки    | 1173    | 198                | 721              | 254                  |
| Разом    | 2334    | 442                | 1528             | 364                  |